# Yukon, West Virginia
Yukon är en ort i McDowell County, West Virginia, USA.